# 高橋虔
高橋 虔（たかはし まさし、1903年（明治36年）2月18日 - 1992年（平成4年）7月30日）は、日本の神学者・聖書学者。

## 経歴
兵庫県明石町（現・明石市）出身。同志社大学神学部卒、イェール大学大学院に学ぶ。同志社大神学部教授。1956年「エズラ書、ネヘミヤ記註解」で同志社大学神学博士。1961年から65年まで神学部長。1974年定年、名誉教授。
1970年から始まった日本初のカトリック、プロテスタントの聖書共同訳で編集委員長を務め、1987年日本聖書協会から「聖書・新共同訳」を刊行。同年、キリスト教功労者を受賞した。
1992年7月30日、急性腎盂炎のため死去。

## 著書
- 『旧約聖書概論』（新生堂） 1942
- 『エズラ書・ネヘミヤ記』（日本聖書註釈刊行会） 1951
- 『旧約外典概説』（新教出版社） 1954
- 『聖書の思想』（日本基督教団出版部、聖書シリーズ） 1956
- 『宮川経輝』（比叡書房） 1957、のち大空社
- 『イエスの生涯と思想』（教文館、リベルタス選書） 1967

### 共著
- 『旧約聖書概論』（山崎亨共著、日本基督教団出版局） 1969
- 『旧約聖書ヘブル語大辞典』（名尾耕作共著、日本ルーテル教団） 1982

## 翻訳
- 『コリント後書』（現代新約聖書註解全書刊行会、現代新約聖書註解全書 第8巻） 1934
- 『日々の瞑想』（マルティン・ブーバー、近江兄弟社教務部） 1940
- 『創世紀』（註解、新教出版社、旧約聖書註解シリーズ） 1956
- 『聖文学』（ファイファー、新教出版社、旧約聖書緒論 第5巻） 1964
- 『エゼキエル書・ダニエル書』（C・G・ハウイ、日本基督教団出版部、聖書講解全書 第13） 1964
- 『預言者の信仰』（ブーバー、みすず書房、ブーバー著作集 第6 - 7） 1968

## 関連文献
- 『高橋虔と近江兄弟社学園』（木村晟、港の人） 2012